# Sárga veszedelem
A sárga veszedelem rasszista elgondolás, amely az ázsiaiakra (avagy „sárga bőrűekre”) a nyugati világot fenyegető veszélyként tekint. Szorosan fűződik a 19. századi nyugati gyarmatosítás gondolatrendszeréhez, de már az ókori Görögországban is fellelhető más formában. Noha a 19. és 20. században elsősorban Kína és a kínaiak felé irányult a sárga veszedelem félelme Nyugaton, alapjában véve nem nemzeti, hanem faji alapú jelenség, amelynek középpontjában az alacsonyabb rendűnek, kulturálatlannak és vadnak vélt keleti „embertömeg” képe áll. Az idegengyűlölet egyik fajtájának tekinthető.
Egészen a görög–perzsa háborúk (i. e. 499–449) idejére nyúlik vissza a Nyugat kedvezőtlen Kelet-képe. Az ógörögök gyakran barbárnak tüntették fel a perzsákat, különösképpen a saht, akit durva kényúrként ábrázoltak. A nyugati gyarmatosító hatalmak később beillesztették ebbe a gondolatkörbe a kelet-ázsiaiakat is.
A jelenség leírására a 19. század végén megalkotta Jakov Novikov orosz szociológus a „péril jaune” (vagyis „sárga veszedelem”) kifejezést. II. Vilmos német császár a sárga veszedelemre hivatkozva bátorította az európai hatalmakat – beleértve Németországot – Kína gyarmatosítására. A császár Japán 1905-ös győzelmét az orosz–japán háborúban Nyugat-Európára leselkedő veszélynek állította be, Kínát és Japánt pedig a nyugati világ leigázására irányuló szövetkezéssel vádolta.
Gina Marchetti, a téma kutatója szerint az ázsiaiaktól való pszichokulturális félelem még „a középkorban átélt, Dzsingisz mongol nagykán és a tatárjárás által kiváltott rettegésben gyökerezik. Ebben a félelemben egyszerre van jelen a idegen kultúráktól való fenyegetettség érzése, a szexuális kiszolgáltatottság érzése, és az abból a meggyőződésből eredő veszély érzete, hogy a kelet legyőzhetetlen, sötét, okkult erői a nyugat fölé kerekednek”, így a nyugati világ a japánokat is egyre inkább a sárga veszedelem részének tekintette a Japán Birodalom militarista törekvései fényében.

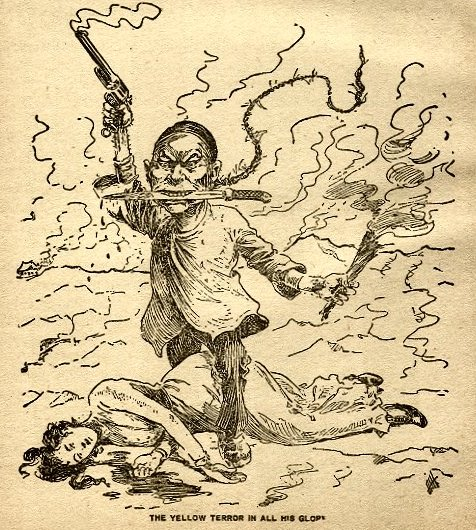
A sárga veszedelem teljes dicsőségében (1899) egy Csing-dinasztiához tartozó lázadó kínait ábrázol, aki felfegyverkezve áll egy elesett fehér asszony fölött, amely a nyugat-európai gyarmatosító törekvéseket jelképezheti

## Eredete
A sárga veszedelem rasszista és kulturális sztereotípiái modern formájukban a 19. század végére eredeztethetők. Ebben az időszakban kezdett el nagyszámú kínai Ausztráliába, Kanadába, az Egyesült Államokba és Új-Zélandra bevándorolni. Ezeken a helyeken, mivel alacsonyabb bérért is hajlandóak voltak dolgozni, mint a helyi fehér lakosság, szándékukon kívül magukat rasszista támadások célkeresztjébe tették. A francia orientalista és történész, Ernest Renan már 1870-ben figyelmeztette az európaiakat a rájuk leselkedő „keleti veszélyre”. Érdemes kiemelni azonban, hogy Renan ezzel az Orosz Birodalomra (1721–1917) utalt, amelyet a nyugati világ akkoriban inkább ázsiainak tekintett, mint európainak.

### Német Birodalom

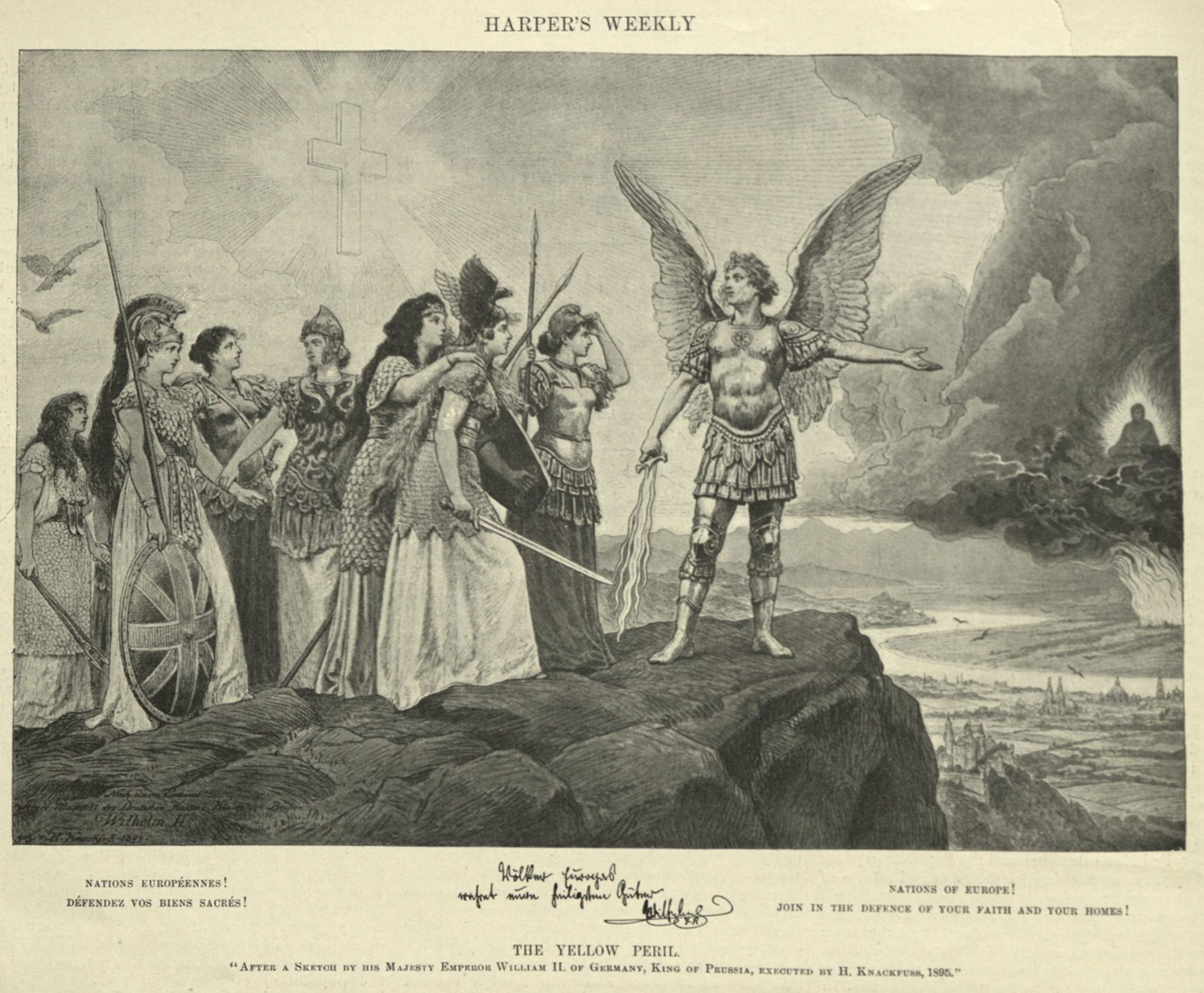
II. Vilmos az Európa népei, védjétek meg legszentebb tulajdonotokat! (1895) című, Hermann Knackfuß által készített allegorikus litográfiát használta fel, hogy a sárga veszedelem ideológiáját népszerűsítse, majd azt geopolitikai érvként használja Kína gyarmatosítására

1870-től kezdve az imperialista gyarmatosítás gyakorlata konkrét formába öntötte a sárga veszedelem ideológiája által felölelt sztereotípiákat, amelyek anti-ázsiai rasszizmusa Észak-Amerika és Nyugat-Európa világképében kulturális áramlat szintjén eredendően jelen voltak. Európa középső részén az orientalistaként is működő diplomata, Max von Brandt II. Vilmos császár számára kiemelte, hogy a Német Birodalomnak Kínában gyarmati érdekei vannak, amelyeket realizálni kell A császár így kifejezetten a Német Birodalom érdekeinek és az európai kolonializmus kínai térnyerésének igazolásaként használta a „die Gelbe Gefahr” (a sárga veszedelem) kifejezést.
1895-ben Németország, Franciaország és Oroszország az első kínai–japán háborút (1894–1895) lezáró simonoszeki béke (1895. április 17.) záradékában, az úgynevezett hármas intervenció-ban, Japánt arra kényszerítette, hogy mondjon le kínai gyarmatairól az európai hatalmak javára. Ez a geopolitikai szerencsejáték aztán az orosz–japán háborút (1904–1905) megalapozó egyik casus bellivé vált. A német császár a hármas intervenciót rasszista alapokon nyugvó „fegyverbe hívásként” igazolta, a „sárga faj” által Nyugat Európa „fehér fajára” jelentett vélt geopolitikai fenyegetésre adott válaszul.
Az európai kulturális hegemónia igazolásaként és geopolitikai céljainak bemutatásaként más uralkodók számára a császár Hermann Knackfuß allegorikus litográfiáját használta fel, amely az „Európa népei, védjétek meg legszentebb tulajdonotokat!” (Volker Europas, wahrt, eure Heilgesten Guter) (1895) címet viseli. A képen Németország Európa vezetőjeként van bemutatva, egy „történelem előtti harcos istennőként, akit Mihály arkangyal vezet a keletről érkező „sárga veszedelem” ellen, amelyet Buddha sziluettje jelképez. Politikai szinten a litográfia II. Vilmos számára lehetővé tette, hogy azt higgye: megjósolta a küszöbön álló faji háborút, amely eldönti a 20. század egész világra kiterjedő hegemóniáját

### Orosz Birodalom
A 19. század végén a szentpétervári békével (1881) Kína visszaszerezte az Ili folyó medencéjének (Zsetiszu) keleti részét, amelyet az Orosz Birodalom a dungan lázadás (1862–1877) óta megszállva tartott. A béke megkötésének idején a nyugati sajtó egy feltörekvő katonai birodalomként ábrázolta Kínát: a sárga veszedelem ideológiáját alkalmazva rasszista alapokon nyugvó félelmeket keltettek az országgal szemben és azt sugalmazták, hogy Kína a nyugati gyarmatokat, például Ausztráliát, is elfoglalhatja.

### Egyesült Államok
Az 1870-es években Kaliforniában, a Burlingame-egyezség (1868) következtében – mely engedélyezte a képzetlen kínai munkaerő USA-ba való migrációját – a helyi középosztálybeli fehér munkások azt követelték a kormánytól, hogy szüntesse be „a mocskos sárga horda” beáramlását, mivel a kínai munkások, különösen a gazdasági visszaesések idején a helyi fehér lakosoktól veszik el a munkát. A New York-Tribune című újság főszerkesztője, Horace Greeley ebben a szellemben jegyzett egy xenofób és rasszista főszerkesztői véleményt, amely a kínai munkások kizárásának népszerű követelése mellett érvelt:
"A kínaiak minden képzeletet felülmúlóan civilizálatlanok, tisztátlanok és mocskosak, akármilyen magasabb rendű családi vagy társadalmi kapcsolat nélkül. Természetüket tekintve kéjvágyóak és érzékiek: alapvetően minden nő prostituált közülük."
Los Angelesben a sárga veszedelem rasszista ideológiája 1871-ben kínai ellenes pogromhoz vezetett. Ennek során 500 fehér férfi a kínai negyedben 20 kínait lincselt meg. Az 1870-es és 1880-as évek során a Kaliforniai Munkások Pártjának vezetője, az ír-származású Denis Kearney a sárga veszedelem gondolatát sikeresen építette be politikájába, melynek demagóg szólamaival a sajtót, a kapitalistákat és a kínai munkásokat támadta. „Akármi történik, egy biztos: a kínaiaknak mennie kell” – zárta minden beszédét Kearney. 1882-re a nativista és populista fehér xenofóbia politikára mért nyomása azon a kínaiakat kizáró törvény (1882) meghozásához vezetett, amely aztán 1943-ig szabályozta az USA-ba való bevándorlást.

## Bokszerlázadás
Az antikolonialista bokszerlázadás (1899. augusztus – 1901. szeptember) megerősítette a sárga veszedelem sztereotípiáját nyugaton. Az "Igazságot és Békét Teremtő Ököl" nevű társaság, azaz a bokszerek egy idegenellenes harcművészeti csoportosulás volt, amely Kína problémáiért a központi Kínában is jelenlévő nyugati gyarmatokat tette felelőssé. A bokszerek Kína megmentésének módját a nyugati gyarmatosítók és a kínai keresztények lemészárlásában látták, az utóbbiakat nyugatosított kínaiaknak tekintették. 1900 nyarának elején Zaiyi herceg beengedte a bokszereket Pekingbe, ahol nyugatiakat és kínai keresztényeket gyilkoltak le a külföldi követségek ostroma során.

### Nyugati megítélés

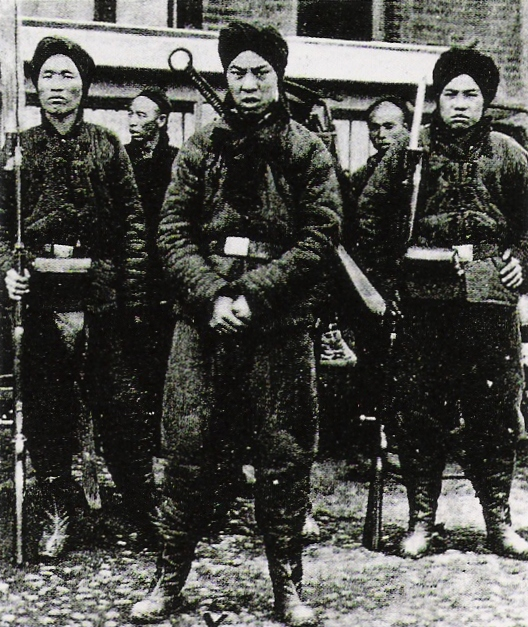
A sárga veszedelem idegengyűlölete lendületet kapott a bokszerek céljától, mely szerint az európai gyarmatosítókat ki kell űzni Kínából

A bokszerlázadás áldozatainak nagy része kínai keresztény volt, azonban a nyugati hatalmak ezzel nem kifejezetten foglalkoztak: ázsiai vért követeltek a lázadó kínai bennszülöttek által kiontott nyugati vérért cserébe. Megalakult a nyolc nemzet szövetsége Nagy Britannia, az USA, Japán, Franciaország, az Orosz Birodalom, a Német Császárság, az Osztrák-Magyar Monarchia és Olaszország részvételével. A szövetség államai expedíciós hadsereget indítottak Kínába, hogy véget vessenek a követségek ostromának.
A korabeli orosz sajtó a bokszerlázadást a sárga veszedelem ideológiája által keretezve értelmezte, kulturális háborúként a Szent Fehér Oroszország és a Pogány Sárga Kína közt. A sajtó a sárga veszedelem által elhozott apokalipszis gondolatát a Kína ellenes filozófus, Vlagyimir Szolovjov verseiből vett idézetekkel is alátámasztotta. Az orosz arisztokrácia is lépéseket követelt az ázsiai fenyegetéssel szemben. Szergej Nyikolajevics Trubeckoj herceg arra biztatta az Orosz Birodalmat és más európai nagyhatalmakat, hogy Kína felosztásával vessenek véget a kereszténységre leselkedő sárga fantomnak. 1900 július 3-án a bokszerlázadásra válaszul az Orosz Birodalom száműzte Blagovescsenszk nagyjából 5000 főt számláló kínai kolóniáját. Július 4–8. közt a cári rendőrség, a kozák lovasság és a helyi városőrök a száműzött kínaiakat az Amurnál legyilkolták.

Nyugat-Európában és az USA-ban a lázadás híre felfokozta az ázsiai ellenes érzéseket. A gyarmatosítás ellen szerveződött felkelés a fehér és a sárga faj közti faji háborúként lett értelmezve. Történeti perspektívából tekintve a sárga veszedelem gondolatköre annak hamis bizonyítékaként használta újra a bokszerlázadás során elkövetett atrocitásokat, hogy a „bokszerizmus”, azaz a nyugat veleszületett, gyilkos gyűlölete, a kínai kultúra része. Ebben a szellemben figyelmeztette olvasóit 1905-ben az Economistban megjelent „Igaz ököl” című írás is, amely szerint 
 „A bokszer mozgalom története tanulságos figyelmeztetésként szolgál és megmutatja az európai hatalmak számára a folyamatos éberség fontosságát, mely azt figyeli: a Mennyei Birodalmat elérte-e a nacionalizmus szele.”
61 évvel később 1967-ben, a kulturális forradalom idején mikor a vörösgárdisták megtámadták a Brit Nagykövetséget és diplomatákat vertek meg, a kirendeltség a politikai erőszakot a bokszerizmus megjelenéseként magyarázta, amely szerintük a kínaiak veleszületett sajátossága.

### II. Vilmos Hun-beszéde

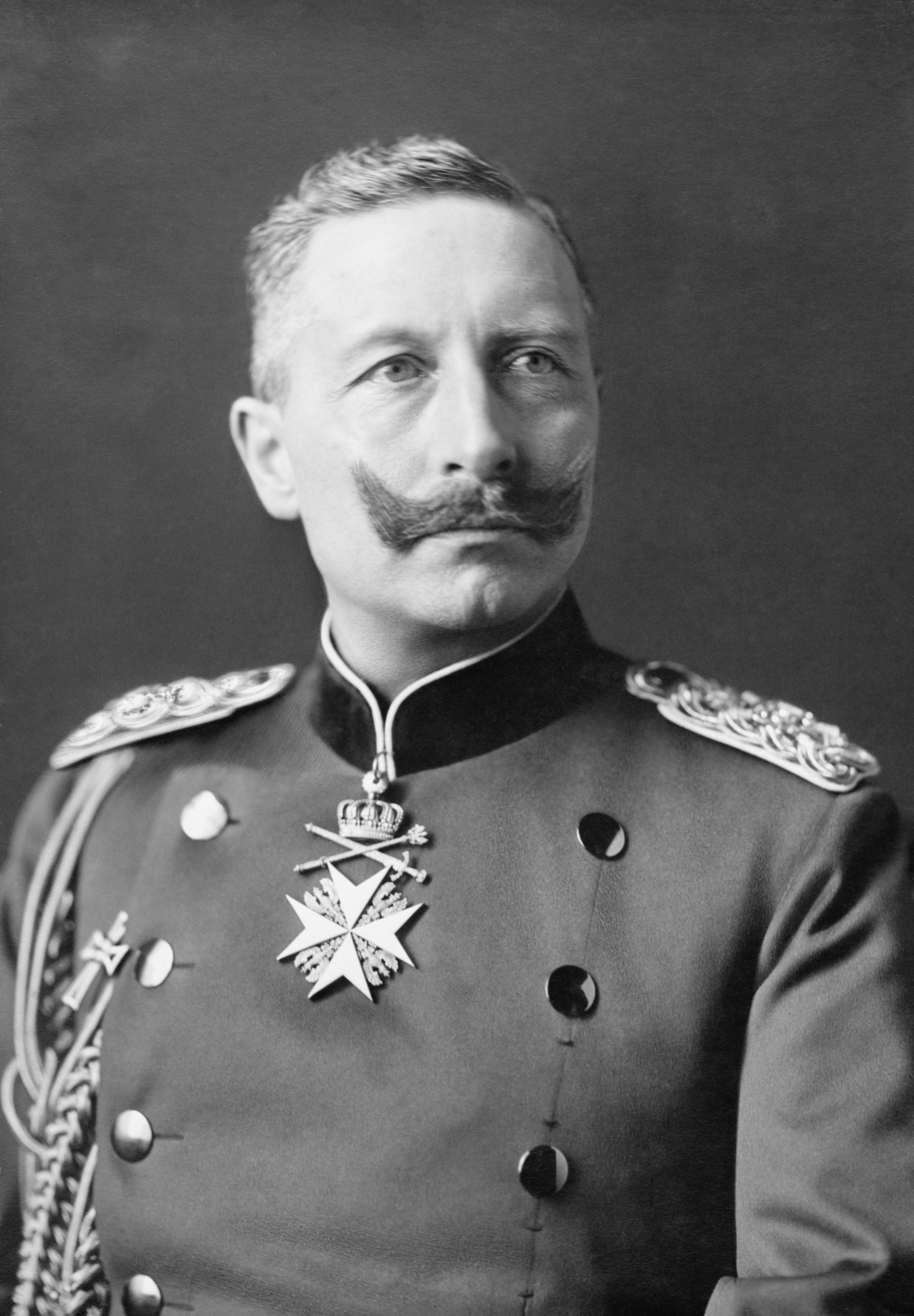
II. Vilmos a sárga veszedelem ideológiájával adott geopolitikai igazolást az európai és birodalmi törekvéseknek Kína kolonizációjára

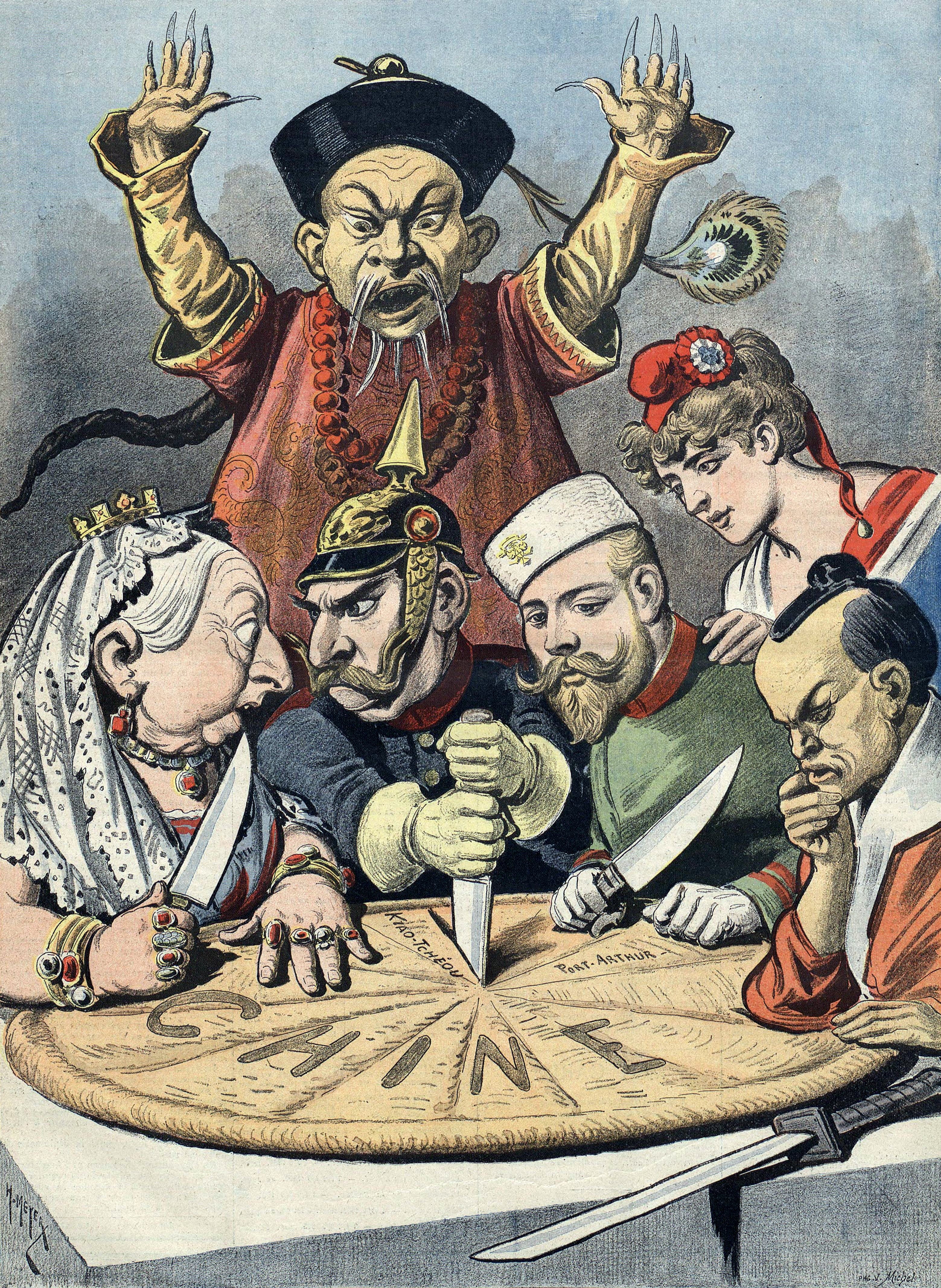
Kína: Királyok… és császárok tortája :Egy mérges mandarin bürokrata azt figyeli, ahogy Viktória (Brit Birodalom), II. Vilmos (Német Birodalom), II. Miklós cár (Orosz Birodalom), Marianne (Francia Köztársaság) és egy szamuráj (Japán) Kína kolóniákra osztásáról tart megbeszélést

1900. július 27-én II. Vilmos német császár elmondta Hunnenrende (Hun-beszéd) című szónoklatát, amelyben többek közt arra is kitért, hogy a Német Birodalom harcosai Kínába masíroznak a bokszerlázadás leverésére, és „hunokként” kegyetlenkednek.
"Ha az ellenség elé értek, azt meg kell verni. Kegyelem nincs! Aki a kezeitekbe kerül, legyen a ti áldozatotok. Miként Atilla hun király örök nevet szerzett magának, mely őt hagyományokban és mondákban még most is hatalmasnak tünteti föl, úgy legyen a német név általatok Chinában ezer évre oly emlékezetes, hogy soha többé chinai még csak sandán se merészeljen nézni egy németre."
A Német Császárság nyilvános megítélését féltve az Auswärtiges Amt, azaz a külügyminisztérium a beszéd egy szerkesztett változatát adta közre, a barbarizmusra való biztatás kihagyásával. A külügyi tárca eljárásával elégedetlen II. Vilmos nyilvánossá tette a beszéd vágatlan változatát, amely „egy keresztes háború képeit idézte fel és az aktuális krízist, azaz a bokszerlázadást a Kelet és a Nyugat közti háborúnak látta”. Azonban ez az „alaposan kigondolt kísérő zene és a sárga veszedelem újonnan kidolgozott ideológiája nem állt kapcsolatban az aktuális lehetőségekkel és eredményekkel”, amelyek egy rasszista, hibás interpretációkra épült geopolitikán alapultak.

### Barbár módszerek
A császár az expedíciós csapatok vezetőjét, Alfred von Waldersee marsallt arra utasította, hogy barbár módon járjon el, ugyanis a kínaiak „természetüknél fogva gyávák, akár a kutya, azonban álnokok is”. Philip von Euenburg herceg, aki ekkor II. Vilmos legjobb barátja volt azt írta egy levelében, hogy a császár a földdel egyenlővé akarja tenni Pekinget és lemészárolni a lakosságot, hogy megbosszulja a Német Császárság kínai követének, Clemens von Ketteler bárónak meggyilkolását. Egyedül a többi szövetséges hatalom azon álláspontja, hogy a követségek ostrom alól való felszabadítása során elutasítják a barbarizmust, mentette meg Peking kínai lakosságát a Német Birodalom által ajánlott mészárlástól. 1900 augusztusában japán, brit, francia és orosz csapatok foglalták el Pekinget, még a német egységek megérkezése előtt.

### Bosszú
A nyolc nemzet szövetsége kifosztotta Pekinget, bosszúként a bokszerlázadásért. A nemi erőszak, a rablás és a gyújtogatás nagyságrendje azt az „érzetet keltette, hogy a kínaiak embernél kevesebbek” voltak a nyugati csapatok szemében. A város kifosztásáról egy ausztrál telepes a következőket írta. „A kínaiak jövője egy ijesztő probléma. Gondoljunk csak a Peking utcáin elénk táruló borzalmas látványa (…) A rongyos, mocskos göncökre, amelyeket maguk köré tekernek a lakosok. A szagokra, melyek mikor elhaladnak mellette megcsapják az ember orrát. A néven nem nevezhető erkölcstelenségekre. Szégyentelen szemérmetlenségük tanújaként saját honfitársaid közt elképzelve őket megborzongsz!”
Roger Keyes brit admirális visszaemlékezve arról számolt be, hogy „minden kínaira bokszerként tekintettek a francia és orosz csapatok. A megtorlás során lemészárolt férfiak, nők és gyermekek száma ízléstelenül sok volt”. Az amerikai telepes, Luella Miner szerint az „orosz csapatok magaviselete botrányos, és a franciák se sokkal jobbak, a japánok pedig kegyelem nélkül rabolnak és gyújtogatnak. Lányok és asszonyok százai követtek el öngyilkosságot, hogy elkerüljék azt a rosszabb végzetet, amely a japán és orosz martalócok kezei közt várt volna rájuk”.
Brit katonák azzal fenyegettek egy öreg kínait, hogy megölik, ha nem adja oda a kincseit. Mikor kiderült, hogy ilyen nincs neki egy puskás elkezdett arra készülni, hogy bajonettjével leszúrja az öreget. Egy másik brit katona állította meg azzal a felkiáltással, hogy „mindig is kíváncsi volt arra, milyen sebet ejt egy dum-dum golyó”, ezért inkább lelövi az „istenverte vágottszeműt”. Miután az öreg kínai arcába lőtt a katona kiáltva vette tudomásul, hogy a dum-dum golyó kirobbantotta az áldozat fejének hátsó részét. Az ír újságíró, George Lynch leszögezte: „vannak dolgok, melyekről nem írhatok, amelyek nem jelenhetnek meg nyomtatásban Angliában. Dolgok, melyek azt mutatnák, hogy nyugati civilizációnk nem több mint a barbárságra kent máz”.

### Egy teljesen átlagos hódító háború
Az Alfred von Waldersee marsall által vezetett német expedíciós erők 1900. szeptember 27-én érkeztek Kínába, a bokszerlázadás szövetség általi leverése után. Ennek ellenére 75 büntető razziát küldött Kína északi részében a megmaradt bokszerek felkutatására és elpusztítására. A német katonák ezek során több parasztot, mint bokszert gyilkoltak le, ugyanis 1900 őszére a mozgalom már nem jelentett sem politikai, sem katonai veszélyt. 1900 november 19-én a császár katonai hazárdjátékát szégyenteljesnek titulálta a Reichstagban August Bebel szociáldemokrata politikus, aki a bokszerek ellen indított birodalmi háborút kritizálta:
"Ez nem keresztes hadjárat és nem is szent háború, hanem egy teljesen átlagos hódító háború. A bosszú egy olyan barbár kampánya, mely az elmúlt évszázadok során nem, a történelemben pedig csak igen ritkán fordult elő… Sem a hunok sem a vandálok pusztítása nem mérhető ahhoz, melyet a német és más külföldi csapatok a japánokkal együtt Kínában tettek”.

### Kulturális félelem
A sárga veszedelem politikája egy apolitikus egységre szólítja a fehéreket. Egy aktuális probléma megoldásának érdekében (mely probléma lehet gazdasági, társadalmi vagy politikai) a faji alapon működő politika fehér egységért kiált a „nem fehér Más” ellenében, amely Ázsia irányából fenyeget. Bár a gyarmatosítás-ellenes bokszerlázadást leverték, a nyugati világban a kínai nacionalizmustól való fehér,faji félelem kulturális félelemmé vált: attól való rettegéssé, hogy a kínai faj alapvetően elfoglalni, legyőzni és igába hajtani akarja a nyugati keresztény civilizációt.
1900 júliusában a Népi Mozgalom (völkische Bewegung) egyik gondolkodója Houston Stewart Chamberlain, a „faj evangélistája” a búr háború (1899–1902) kulturális jelentését a bokszerlázadással összefüggésben tárgyalta, sajátos faji alapú perspektívájába helyezve. „Egy dolgot látok tisztán, mégpedig azt: bűn, hogy az angolok és a hollandok mindenféle kifinomult ok miatt gyilkolják egymást, míg a Nagy Sárga Veszedelem árnyéka vetül ránk fehér emberekre elpusztításunkkal fenyegetve”.

### Faji megsemmisítés
Az osztrák filozófus, Christian von Ehrenfels szerint kelet és nyugat a világ irányításáért folyó, darwini, faji alapú harcot folytat, amelyben aktuálisan a sárga faj áll nyerésre. Úgy vélte, hogy a monogámia egy olyan jogi akadály, mely ellehetetleníti a globális fehér felsőbbrendűséget, miatta ugyanis egy genetikailag kimagasló fehér férfi csupán egyetlen nővel tud családot alapítani. A poligámia miatt szerinte a sárga fajnak nagyobb szaporodási előnye van, mivel egy genetikailag kimagasló ázsiai férfi több nővel is családot alapíthat.
Ehrenfels a kínaiakat fajilag alacsonyabb rendűnek tartotta, akik keleti kultúrájából hiányzik „bármilyen potenciál (…) elszántság, kezdeményező képesség, produktivitás, újítás és szervezési képesség”, a nyugati kultúra veleszületett sajátjai. Ellentmondásos, hogy míg a kínaiak leírása szerint csupán értelem nélküli közömbös ázsiai massza, addig a japánok első rendű katonai hatalom, akik mikor elfoglalják Kínát nagyban fogják javítani az ott élők faji minőségét. A japánok a „genetikailag felsőbbrendű” kínai nők kiválasztásával és megtermékenyítésével szerinte az „egészséges, ravasz és számító juhászkutyák” faját hozzák majd létre, ugyanis a kínaiak a szaporodás mesterei. Ehrenfels nihilista rasszizmusának esszenciája az volt, hogy Európa Ázsia által való elfoglalása egyet jelent a faji megsemmisítéssel. Ez az európai kontinens elfoglalását, meghódítását és igába hajtását jelentené egy genetikailag felsőbb rendű kínai-japán hadsereg által egy olyan faji háború során, amelyet a nyugati hatalmak, legyenek demokratikusak vagy birodalmi eszmére épülők, képtelenek lennének megakadályozni vagy megnyerni.

### Poligám patriarchátus
A kelet és nyugat közt meglévő demográfiai egyenlőtlenség megoldására Ehrenfels politikailag radikális változtatásokat javasolt az európai társadalom felépítését illetően. Ilyen javaslat volt a poligám, állam által szabályozott szexualitás is, mely biztosíthatná egy számában és minőségében magasabb rendű fehér nemzet létrejöttét. Csakis a magas jövedelmű, jó génállománnyal rendelkező fehér férfiak számára lenne legálisan engedélyezve az apává válás. A nők a törvények szerint továbbra is monogámok maradnának, a keresztény patriarchális rendszer által kijelölt feleség és anya szerepében.
Ehrenfels poligám patriarchátusában a nők közös szálláson laknának, ahol kollektívan folyna a gyermeknevelés. Az állam minden nő számára kijelölne egy férjet, akivel pusztán gyermeknemzés céljából találkoznának. Az, hogy egy fehér férfinak hány felesége lehet, szocioökonómiai státusza alapján dőlne el, a rendszer így biztosítaná, hogy csak a „legsikeresebbek” adják át génkészletüket. Egy ilyenfajta fehér felsőbbrendűségre épülő társadalomban a férfi-nő kapcsolat a reprodukció szintjére redukálódna, a romantikus szerelem pedig elválna a szexualitástól a férfiközpontú, fehér felsőbbrendűség szolgálatába állva.

### Faji háború
Ehrenfels úgy vélte, hogy a sárga veszedelem elhárításához a világ fehér nemzeteinek össze kell fognia és el kell foglalnia Ázsia államait, amíg még lehetséges. Így egy új faji világrend születhetne, egy olyan örökletes kasztrendszerrel, melynek élén a fehér faj áll. Világszerte egy árja oligarchia alkotná a hadsereg és az értelmiség uralkodókasztjait, míg a sárga és fekete bőrszínűek társadalmuk rabszolga kasztjába tartoznának.
Ez a fajilag tiszta társadalom Ehrenfels szerint a távoli jövőben válhat valóssága, mivel „az árják a szexuális reform parancsoló szükségét akkor fogják belátni, ha a mongol horda hullámai már a nyakukig érnek”. Az orosz–japán háborúban (1904–1905) aratott japán győzelem fényében Ehrenfels azt mondta, hogy ez az ázsiai győzelem jelzi, hogy „abszolút szükséges egy radikális szexuális reform a nyugati fehér faj fennmaradása céljából (…) ez az elmélet síkjáról a tudományosan bebizonyított tény síkjára került”.

### Szublimált antiszemitizmus
Edward Ross Dickinson történész Szex, maszkulinitás és a „sárga veszedelem": Christian von Ehrenfels az európai szexuális rend átalakítására hivatott programja, 1902-1910 (2002) című könyvében kiemeli, hogy Ehrenfels mindig a halálos víz metaforáját használta rasszizmusa és sárga veszedelemtől való félelme kifejezésére. Például a kínaiak árja éri el a nyugatot, Európa a kínai sárözönbe fullad, a japánok szennyező folyadékhoz való hasonlítása illetve, hogy a fehér európaiak addig nem reagálnak a faji fenyegetésre, míg nem érzik, hogy az ázsiaiak hullámai a nyakukig érnek.
Klaus Tehweleit történész ehhez hasonlóan megállapította azt, hogy a két háború közti időszakban (1918-1939 között) a rasszista Freikorps írásaiban is feltűnik a halálos víz képe, azonban ebben az időben csupán „a zsidók” és a kommunisták jelenthettek politikai és kulturális veszélyt a jobboldali európaiak számára. A jobboldali Freikorps tagjai pszichológiailag bizonytalan férfiak voltak, a férfiasság és annak megszállottjai, hogy kemény embernek mutassák magukat. A víz negatív kontextusban való használata a nők fizika gyengeségétől, az erotikustól, az érzelmi és szerelmi közelségtől és a másokra való támaszkodástól való félelmüket mutatta. Csupa olyan dologtól, mely pszichológiailag kevésbé férfiassá tette volna őket.
Dickinson úgy véli, hogy Christian von Ehrenfels hasonló szexuális szorongásokkal rendelkezhetett, mint az előbb említett jobboldali írók, akiknek munkáit Theweleit vizsgálta. Azonban Ehrenfels szexuális bizonytalanságait a sárga veszedelem rasszizmusába vetítette ki, a német kultúrkörben általánosabb judeo-bolsevizmus antiszemita toposza helyett.

## A sárga veszedelem és a xenofóbia

### Németország és Oroszország
1895-től kezdve a német császári kormányzat a sárga veszedelem ideológiáját arra használta, hogy a Német Császárságot a nyugat védelmezőjeként tüntesse fel. A „Weltpolitik” (Világpolitika) értelmében, melynek célja a Német Birodalom domináns világhatalommá tétele volt, a császár manipulálta a közvéleményt, a kormányzatot és más uralkodókat is. Egy II. Miklós orosz cárhoz írott levelében II. Vilmos német császár kifejtette: „A jövő Oroszországa előtt álló nagy feladat az ázsiai kontinens megművelése és Európa védelme a Nagy Sárga Faj támadásaival szemben”. James Palmer történész A véres fehér báró (2009) című könyvében részletesen ír a 19. századi Európa szociokulturális hátteréről, amelyből a sárga veszedelem ideológiája is kinőtt:
"Az 1890-es évek elhozták Európába a „sárga veszedelem” fantomját, a gondolatot, amely szerint az ázsiaiak világuralomra emelkednek. Bizonyítékként erre az ázsiai népesség növekedését, a nyugatra (különösen Amerikába és Ausztráliába) történő migrációt és az orosz határ menti kínai telepek számának szaporodását hozták. Ezek mellé a demográfiai és politikai félelmek mellé társult még egy ködös, baljós rettegés is a keleti vallások beavatottjai által feltételezetten birtokolt misztikus erőktől is. Az 1890-es években született egy kép arról az álomról, amely II. Vilmost a sárga veszedelem kifejezésének megalkotására serkentette, és amely kép az előbb említett gondolatok fúzióját mutatja. Európa nemzetei hősies, ámde sérülékeny nőkként vannak ábrázolva, akiket Mihály arkangyal óv. Az arkangyal nyugtalanul keletre tekint, azon sötét füstfelhő felé, amelynek közepén egy félelmet keltően nyugodt Buddha ül, lángkoszorúval körülvéve…
Emellett jelen volt a nyugat „alkony földjének”, Abendlandjának lassú süllyedésének érzete is. Ez leghatározottabban például Oswald Spengler írta meg A Nyugat alkonya (1918) című művében, illetve az oroszul beszélő Moeller van der Bruck porosz filozófus, aki megszállottja volt a Kelet felemelkedésének. Mind a ketten azért szólaltak föl, hogy Németország csatlakozzon Ázsia „fiatal államaihoz” olyan, feltételezésük szerint ázsiaiakra jellemző vonások elsajátításával mint a kollektivizmus, „a belső barbarizmus” és a despotikus vezetési stílus. Oroszország Ázsiával való azonosítása végül felülírta az ország iránti szimpátiát és többé-kevésbe egyenesen vezetett ahhoz, hogy Németország a „nyugat értékeit” szembe állítsa Oroszország „ázsiai barbárságával”. Ez a felosztás a náci uralom idején (1933–1945) volt a legnyilvánvalóbb, mikor az orosz ellenes propaganda gyakorlatilag mindegyik darabja „ázsiai milliókról” vagy „mongol hordákról” beszélt, amelyek azzal fenyegetnek, hogy elözönöljék Európát. Az orosz ázsiaival, különösképpen mongollal való azonosítása a háború után, a hideg háború (1945-1990) idején is megmaradt."

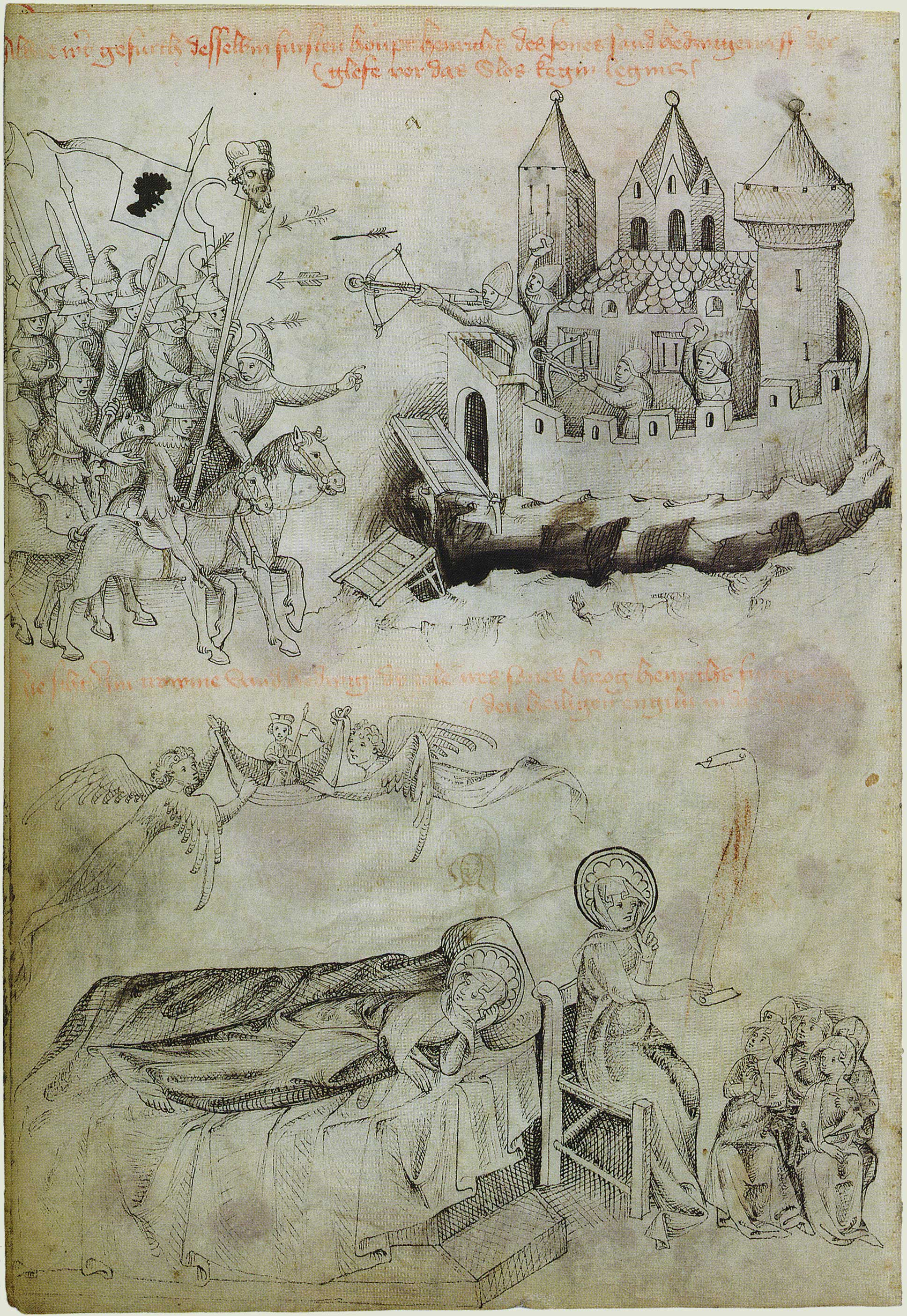
Az európai kollektív emlékezet a sárga veszedelemről többek közt II. Henrik, Szilézia fejedelmének Legnicánál történt lefejezését őrizte meg

Vilmos császár Miklós cár unokatestvéreként tudta, hogy rokona osztja ázsiaiak elleni rasszizmusát, és úgy hitte: meg tudja győzni a cárt a francia–orosz szövetség (1894) felbontásáról és egy német–orosz szövetség megkötéséről Nagy-Britannia ellen. A birodalmi német Weltpolitik manipulatív érvényesítése közben „a sárga veszedelem szlogenjének előre kigondolt használata II. Vilmos részéről több volt, mint egy egyéni szófordulat, beleillet az uralkodása alatt vitt német külpolitika mintázatába. Azaz: bátorítani Oroszország távol-keleti kalandjait később pedig viszályt kelteni Japán és az USA között. II. Vilmos sárga veszedelemre épülő propagandájának csak formája és nem lényege zavart a Wilhelmstrasse hivatalos irányvonalát.”

#### A mongol hódítás európai emlékezete
A 19. század során a sárga veszedelem ideológiájának kulturális és faji előítéletein keresztül szemlélve Oroszország inkább ázsiai, mint európai nemzetnek tűnt Németország számára. Az európai kollektív emlékezet a 13. században történt mongol invázió miatt a mongol nevet a „kegyetlenség és a hódítás utáni kielégíthetetlen vágy ázsiai kultúrája” szinonimájává tette Dzsingisz kán, a mongol horda vezetője által egy személybe sűrítve.
Az érthető történelmi háttér ellenére a sárga veszedelem rasszista gondolatai nem váltak általánosan elfogadottá az európai társadalmakban. A francia író, Anatole France például azt mondta, hogy egy olyan rasszista embertől, mint a császár nem meglepő a sárga veszedelem ideológiáját hallani. Az ázsiai invázió rasszista ideológiájának ellenpontjaként Franciaország megmutatta, hogy az Afrikában és Ázsiában jelenlévő európai imperializmus az „európai fehér veszedelem” jelent igazi veszélyt a világra. A brit újságíró Demetrius Charles Bougler A sárga veszedelem mumusa (The Bogey of the Yellow Peril) (1904) című esszéjében azt írta, hogy a sárga veszedelem gondolata csupán rasszista hisztéria a köz fogyasztására szánva. A világ Ázsia által való uralma „a hunok és a mongolok által okozott rémtettek visszatérésének a tanulatlan nyilvánosság elé helyezett lehetősége, Attila és Dzsingisz kán nevének felemlegetése a nyugtalanság érzetének felkeltésére szolgál. Az olvasót a lehető legpozitívabb módon megnyugtatják, hogy ennek az érzésnek az okozója a japán nemzet és annak vállalkozó kedve.” A német sárga veszedelem ideológiája által elősegített birodalmi ármánykodás mögött feltűnik a császár igazi geopolitikai célpontja, Nagy Britannia hegemóniájának megtörése.

### Nagy-Britannia
A 18. századi Nagy-Britanniában a kínaiak civilizált népnek számítottak, azonban a 19. századi birodalmi terjeszkedés felkeltette az ellenséges, rasszista érzéseket az ázsiaiakkal szemben. A kínaiakat örökletesen korrupt és züllött embereknek gondolták. Voltak azonban kivételek a korban népszerű rasszista gondolkodás alól: 1890 májusában William Ewart Gladstone kritizálta Ausztrália kínaiellenes bevándorlási törvényeit, mivel szerinte azok nem fogyatékosságaikat (szerencsejáték, ópium használat), hanem erényeiket (integritás, szorgalom, takarékosság) büntette.

#### A kulturális alkat
1904-ben egy, az orosz-japán háborúról szóló találkozón VII. Eduárd királynak a német császár arról panaszkodott, hogy a sárga veszedelem „a legsúlyosabb veszedelem […] amely a kereszténységet és az európai civilizációt fenyegeti. Ha az oroszok továbbra is hagyják terjeszkedni, akkor a sárga faj húsz éven belül Moszkvában és Poznanban lesz”. A császár, meglehetősen tapintatlanul, „fajárulást” emlegetve, kritizálta Nagy Britanniát, mert az a háborúban Japán oldalára állt az oroszokkal szemben. A császárnak válaszul VII. Eduárd azt mondta, hogy „nem tudta nem látni, hogy a japánok bátor, intelligens és lovagias nemzet, akik az európaiakhoz hasonlóan civilizáltak, tőlük csak bőrük színében térnek el”.

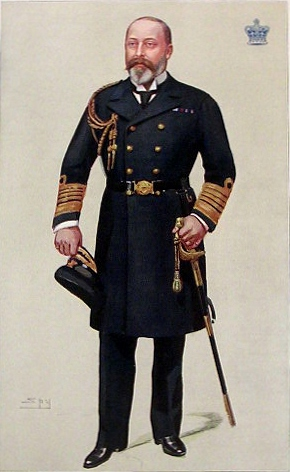
A német császártól eltérően VII. Eduárd a japánokat nem látta úgy, mint az 1904–1905-ben zajló japán–orosz háború sárga veszedelmét

A sárga veszedelem kifejezést Nagy Britanniában először a The Daily News használta (1900. július 21) egy riportban, amely a bokszerlázadást „a sárga veszedelem, legkomolyabb formájaként” jellemezte. Ebben az időben a britek kínaiaktól való félelmébe nem tartozott bele az összes ázsiaitól való félelem, mivel az ország Japán oldalára állt az orosz–japán háborúban, míg a németek és a franciák az oroszokat támogatták. Egy brit katonai megfigyelő, William Pakenham kapitány beszámolója „hajlamos volt az oroszokat a saját, és nem csak Japán ellenségeként lefesteni”. Julia Lovell történész A sárga veszedelem: Dr Fu Manchu és a kínafóbia ébredése című művében a nyugati világot és Britanniát átható sinofóbiáról a következőképpen ír:
"A 20. század első évtizedeiben Britanniában dübörgött a sinofóbia. Tisztes, középosztálynak szánt magazinok, bulvárlapok és képregények lapjain egyaránt feltűntek a szívtelen kínai ambíciók a nyugat elpusztítására. A gonosz kínai bűnöző lángelme („aki a világ feletti uralomra áhítozott és ravasz sárga arcát csak egy összeszorított ajkú vigyor szelt át”) a gyerekeknek szóló publikációk állandó szereplője lett. 1911-ben a Belügyminisztériumban terjesztett a Kínaiak Angliában: Egy növekvő nemzeti probléma című cikk egy „hatalmas és felforgató Armageddonra” figyelmeztetett, amely „azt fogja eldönteni, hogy ki a világ ura: a fehér vagy a sárga ember”. Az első világháborút követően a mozik, színházak, regények és újságok a „sárga veszedelem” víziójával voltak tele, melynek célja a fehér társadalom megrontása. 1929 márciusában a londoni kínai követség ügyvivője arra panaszkodott, hogy nem kevesebb, mint öt West Enden játszott darab „rosszindulatú és kifogásolható” formában festi le a kínaiakat."

#### Ázsia feslett erkölcsei
A brit polgárok képzelete szerint London Limehouse nevű része, ahol a kínaiak éltek, a bűn, a züllöttség, a prostitúció az ópiumfogyasztás és a szerencsejáték otthona volt. A sajtó a fajkeveredés veszélyeire is figyelmeztetett: arra, hogy a brit nőket feleségül vevő ázsiai férfiak faji veszélyt jelentenek Britanniára s arra, hogy a triádok brit nőket rabolnak el és taszítanak „fehér rabszolgaságba”– mely végzet a populáris művek szerint a halálnál is rosszabb. 1914-ben, az I. világháború kezdetekor a „Birodalom védelmében hozott törvény” (Defence of the Realm Act) úgy lett megváltoztatva, hogy az ópium fogyasztás kitelepítést vonjon maga után. Ez legális lehetőséget biztosított a kínaiak Londonból és a Brit-szigetről való eltávolítására. A kínai ellenes morálispánik abból a valós társadalmi helyzetből táplálkozott, hogy a brit nők a háború miatt gazdasági önállóságra tettek szert, amelynek következtében akár házasság előtti viszonyaik is lehettek, ez azonban veszélyeztette a szigetek protestáns világfelfogását – ez pedig felháborította az ország konzervatív lakosságát.

### Egyesült Államok

#### 19. század

##### Egy kínai esélye a pokolban
Az USA-ban a sárga veszedelem idegengyűlölete az 1875-ös Page-törvénnyel és az 1882-es, kínaiakat kizáró bevándorlási törvénnyel és az 1892-es Geary-törvénnyel emelkedett jogi szintre. A kínaiak bevándorlását korlátozó törvény a Burlingame-egyezséget (1868) váltotta fel, amely a kínaiak bevándorlását bátorította az USA-ba és biztosította az amerikaiak Kínában és a kínaiak Egyesült Államokban való gondolati és vallási szabadságát, csupán a honosított állampolgárságot visszatartva.
Az USA nyugati felében a kínaiak általánosan előforduló, kultúrába beivódott meglincselése nyomán született meg az „Annyi esélye van, mint egy kínainak a pokolban.” hasonlat – ami azt jelentette, hogy az illető esélyek tekintetében nem áll túl fényesen. Az 1871-es Los Angeles-i kínai mészárlás húsz év (1870–1890) ázsiai ellenes erőszak kezdetét jelentette a nyugati parton, melynek során nagyjából 200 esetben követtek el lincselést ázsiaiak ellen. 1880-ban, Denverben a sárga veszedelem ellenes pogrom egy kínai férfi meggyilkolását és a helyi „Chinatown” lerombolását foglalta magába. 1885-ben, Wyomingban a Rock Springs-i mészárlás során 28 bányász pusztította el a helyi kínai közösséget. 1885-ben történt Squak Valley kínai munkásainak megtámadása, a seattle-i kínai negyed felgyújtása és a Tacoma-lázadás, melynek során a helyi lakosok kiűzték városaikból a kínaiakat. Seattle-ben a Knights of Labor nevű munkásszervezet az 1886-os seattle-i lázadás során 200 kínai űzött el. Oregonban, az 1887-es Hells-kanyoni mészárlás során 34 kínai aranybányászt raboltak ki és öltek meg.
A nativista, migráció-ellenes politikai erők nyomására az 1917-es bevándorlási törvény kijelölte azon ázsiai országok körét, melyekből tilos volt az USA-ba kivándorolni. Az 1922-es, férjes nők állampolgárságát rendező törvény pedig külön állampolgárságot biztosított azon nők számára, akik egy olyan bevándorló feleségei voltak, akinek honosítása törvényileg lehetséges volt. A törvény érvényben levésének idején az ázsiai férfiak és nők ki voltak zárva az amerikai állampolgárságra jogosultak köréből. A törvény megváltoztatott néhány faji alapon diszkrimináló törvényt és külön női állampolgárságot adott azoknak a nőknek, akiknek férje fehér volt. Ezzel párhuzamosan azt is lehetővé tette, hogy azon fehér nőknek, akik ázsiaihoz mentek hozzá elvegyék állampolgárságát. 1922-ben a Takao Ozawa kontra amerikai állam-ügy során egy japán-amerikai férfi azt próbálta bebizonyítani, hogy a japánok a fehér fajhoz tartoznak és megilleti őket a honosított amerikai állampolgárság, a bíróság azonban döntésében ennek ellenkezőjét mondta ki. Az 1924-es bevándorlási törvény külön kizárta a japánokat az országból és az amerikai állampolgárságra jogosultak köréből is.

#### 20. század

##### Nép-nemzeti karakter
Az „ideális amerikai homogenitás megőrzése” céljából az 1921-es sürgősségi kvóta törvény (számbeli korlátozások) és az 1924-es bevándorlási törvény (kevesebb kelet és dél európai) korlátozta az USA-ba való belépést, a bevándorló származási helye szerint. A sürgősségi kvóta törvény az akkor egy évtizede készített, 1910-es népszámlálás adatokat használta annak eldöntésére, hogy hány színes bőrű bevándorló léphet be az országba. Az 1924-es bevándorlási törvény azonban, a fehér angolszász protestáns (WASP) közösség etnikai felsőbbségének megőrzése céljából, az 1890-ben készített népszámlálás adatait használta fel. Ennek oka volt az, hogy ennek 19. századi demográfiai viszonyokat tükröző képe több WASP bevándorló befogadását tette lehetővé, a színes bőrű ázsiai, kelet- és dél-európai bevándorlók rovására.
A nemzeti-származási formula (1921-1965) célja az volt, hogy fenntartsa a fehér és a színes bőrű népesség demográfiai arányainak status quo-ját. A formula eugenetikai célja volt, hogy a színes bőrű bevándorlók ne változtathassák meg az USA WASP nemzeti karakterét. Ezért a formula csak 150 ezer színesbőrű ember bevándorlását engedélyezte egy évben, előnyt biztosítva a latin-amerikaiaknak és kizárva az ázsiaiakat. Így tehát a sárga veszedelem rasszizmusa intézményesítve volt, egészen addig, amíg az 1965-ben hozott bevándorlási és nemzetiségi törvény el nem törölte a rendelkezést.

##### Eugenetikai apokalipszis
A sárga veszedelem eugenetikai ideológiája úgy ábrázolta az Egyesült Államokat, mint egy WASP nemzetet, egy etnikailag tiszta politikai testet, melyet az ázsiai bevándorlás miatt a fajkeveredés veszélye fenyeget. A nem fehér, ázsiai mástól való félelmet biológia kifejezésekkel (fertőzés, betegség, rothadás) és testi behatásokat lefestő szavakkal (sebek és fekélyek) fejezték ki.
G. G. Rupert, adventista lelkész A sárga veszedelem: avagy Kelet a Nyugat ellen (The Yellow Peril; Orient vs. Occident – 1911) című művében arról ír, hogy Oroszország szövetségbe kovácsolná a színes fajokat, hogy egy keleti invázió során elfoglalja és uralma alá hajtsa a nyugati világot. A könyvben a világ végétől való félelemkeltés a Jelenések könyvében található 16:12-es versben gyökerezik. („A hatodik [angyal] a nagy Eufrátesz folyóba öntötte csészéjét. Erre kiszáradt a vize, hogy utat nyisson napkelet királyainak.”) Ótestamentumi keresztényként és a brit-izraelizmus híveként Rupert úgy vélte, hogy az Indiából, Kínából, Japánból és Koreából érkező sárga veszedelem támadás alatt tartja Nagy-Britanniát és az Egyesült Államokat, azonban Jézus Krisztus megakadályozza a nyugati világ igába hajtását.
Lothrop Stoddard eugeneikus A fehér világuralmat elnyelő színes ár (The Rising Tide of Color Against White World-Supremacy) (1920) művében arról értekezik, hogy vagy Kína vagy pedig Japán fogja egyesíteni Ázsia népeit a fehér világ elpusztítására. A hódítás szerinte japán győzelmével kezdődött az orosz-japán háborúban. A fehér felsőbbrendűség hirdetőjeként Stoddard rasszista gondolatait bibliai nyelvezettel és katasztrófák képeinek felfestésével fejezte ki: gyakran írt a nem fehér bőrszínűek emelkedő árjáról, amely a fehér faj elfoglalására és szolgasorba kényszerítésére törekszik

##### Politikai üldöztetés
A sárga veszedelem kifejezést gyakran használták a szerkesztők a William Randolph Hearst által kiadott lapoknál. Az 1930-as években ezek az újságok lejárató kampányt indítottak Elaine Black kommunista aktivista ellen. Őt Karl Yoneda ázsiai férfival és kommunistával való nyílt együttélése miatt „tigris nőnek” nevezték. 1931-ben Kaliforniában a vegyesházasságok nem voltak engedélyezve, így a pár nem tudott összeházasodni, azonban 1935-ben Black és Yoneda elutazott Seattle-be, ahol a vegyes házasság engedélyezett volt. Az Elaine Black ellen indított támadások középpontjában a fajkeveredés állt, nem pedig a kommunista gondolatok üldözése. Hearstöt üzleti érzéke arra vezette, hogy ha beszámol egy a társadalom által botrányosnak bélyegzett fehér aktivista nő magánéletéről és kapcsolatáról egy ázsiai férfival lap eladásai növekedni fognak.

##### A szociálisan elfogadható ázsiai
Az 1930-as években a sárga veszedelem sztereotípiái széles körben elterjedtek voltak az Egyesült Államok kultúrájában. Erre jó példát szolgálnak a két ázsiai detektív, Charlie Chan (Warner Oland) és Mr. Moto (Peter Lorre) kalandjait leíró könyvekből és képregényekből készült filmadaptációk. Az, hogy a főhősöket fehér színészek játszották, a karaktereket szociálisan elfogadhatóvá tette a filmgyártás fősodra számára, különösen mivel a gonoszok a Birodalmi Japán ügynökei voltak.
A japán sárga veszedelem említésre méltó támogatói voltak az úgynevezett kínai lobbi katonai és ipari érdekekkel rendelkező tagjai (jobboldali értelmiségiek, üzletemberek és keresztény misszionáriusok), akik politikailag támogatták Csang Kaj-seket. Ez a csoportosulás az akkor épp egy polgárháború közepén lévő hadurat úgy festette le, mint Kína keresztény-kínai megmentőjét. Miután Japán 1937-ben elfoglalta Kínát a kínai lobbi sikeresen meggyőzte az addig politikailag semleges pozíciót elfoglaló amerikai kormányt, hogy támogassa Csang Kaj-seket. A média beszámolóiban a második kínai-japán háború (1937-1945) alatt Kína pártját fogta, amely politikailag elősegítette, hogy az amerikai kormány anyagi és ellátmánybeli segítséget nyújtson az antikommunista Kuomintangnak a kínai polgárháború alatt (1927-1937, 1946-1950)

##### Pragmatikus rasszizmus
Miután Japán 1941-ben megtámadta Pearl Harbort, a szövetségi kormányzat Kínát hivatalosan is az USA szövetségeseként ismerte el. A politikának való megfelelésként a média is módosított a sárga veszedelem gondolatának használatán és kritizálni kezdte a kínaiak ellen irányuló törvényeket, kontraproduktívnak nevezve őket a Japán elleni harcban. A háború idején uralkodó korszellem és a kormány geopolitikai tervei azt feltételezték, hogy Japán legyőzése után Kína egy vezető kapitalista gazdasággá fog fejlődni, Csang Kaj-sek és a Kuomintang keménykezű irányításával.
Csang Kaj-sek kínai lobbiba tartozó támogatóitól és az USA kormányától is a kínaiakat sújtó törvények visszavonását kérte, ennek eléréséért pedig azzal fenyegetett, hogy az amerikai üzleti köröket kizárja a „kínai piacról”, arról a gazdasági fantáziáról, melyet a kínai lobbi ígért az USA katonai és ipari érdekeltségei számára. 1943-ban az Egyesült Államok kormánya visszavonta az 1882-es kínaiakat kizáró törvényt, azonban mivel az 1924-es bevándorlási törvény aktuális volt, ez csak szimbolikus gesztusként szolgált, amellyel Kína iránti szolidaritását mutatta meg az ország.

#### 21. század
William F. Wu sci-fi író azt mondta, hogy a 30-as években az amerikai kaland és krimi ponyvák nagy részében megtalálhatóak voltak a „sárga veszedelem karakterei”, akik mintája többé-kevésbé Fu Manchu volt. Felhívta arra is a figyelmet, hogy bár a „legtöbb ilyen karakter kínai származású volt” az ázsiai geopolitika akkori állása miatt az emberek többsége Japánt érzékelte fenyegetésként az Egyesült Államokra. A sárga veszedelem: kínai amerikaiak az amerikai szórakoztató irodalomban, 1850-1940 (1982) című művében Wu arról ír, hogy az európaiak ázsiaiaktól való félelme a 13. században történt mongol invázióig nyúlik vissza. A legtöbb európai sose látott ázsiai embert, és a nyelvben, szokásokban, valamint fizikumban fellelhető nagy különbségek számításba vehetők a keleti világ nem fehér lakosaival szembeni fehér paranoia kialakulásában.

### Ausztrália
A 19. század végén az ausztrálok Európára jellemző fehér társadalmi berendezkedést kívántak létrehozni, és tartottak attól, hogy a sárga veszedelem elfoglalja kontinensüket. Az ausztrál társadalom angolszász kultúrájának nem fehér ázsiai mástól való rasszista félelme gyakran megjelent az inváziós irodalomban is. (Például: The Yellow Wave: A Romance of the Asiatic Invasion of Australia (1895), The Coloured Conquest (1904), The Awakening to China (1909), Fools' Harvest (1939) Ezek a művek általában arról szóltak, hogy az ázsiaiak elfoglalják Ausztrália „üres északját”, ahol egyébként a kontinens őslakosai, a bennszülött, nem fehér bőrszínű "másik" élt. Fehér vagy Sárga?: a faji háború egy fejezete 1908-ban (1887) (White or Yellow?: A Story of the Race War of A.D. 1908) című történetben William Lane újságíró és munkásvezér egy csoportnyi olyan kínairól ír, akik legálisan érkeznek Ausztráliába, azonban később elárasztják a fehér társadalmat és megszerzik a kulcsiparágakat, amelyek szükségesek az „üres észak” természeti kincseinek kiaknázásához.

#### Egy fehér nemzet
A regény narratívájában a sárga veszedelem ideológia rasszista reprezentációja igazolja azt, hogy Ausztrália fizikai és gazdasági kontrollálására válaszul a fehér ausztrálok kínai munkásokat ölnek meg. A munkás- és szakszervezetek vezetői határozottan ellenezték a kínai munkások Ausztráliába hozatalát, akiket úgy írtak le, mint egy olcsó bérért is dolgozni hajlandó gazdasági, illetve a keresztény civilizációt veszélyeztető morális fenyegetés. Ez utóbbi félelem a fajkeveredés pszichoszexuális félelmét tükrözi, amely egy apolitikus összefogásra szólítja fel a fehér ausztrálokat. Az ázsiai invázió témáját feldolgozó regények a fehér férfiak szexuális félelmeit fejezték ki az ázsiaiak telhetetlen szexualitásától. Ez olyan jelenetekben mutatkozott meg, amelyekben a fehér nőket megerőszakolták vagy elcsábították, gyakran ópium segítségével. Az a fehér nő, akit egy kínai elcsábított vagy megerőszakolt „rosszabb sorsot szenvedett el, mint a halál”, és mivel bemocskolódott a fehér férfiak számára érinthetetlenné vált. Az 1890-es években Rose Summerfield munkásaktivista és feminista adott hangot a fehér nők sárga veszedelemtől való szexuális félelmeinek, amikor arra hívta fel a társadalom figyelmét, hogy a kínaiak szemében természetellenes vágy látszik, mikor ausztrál nők szépségére tekintenek

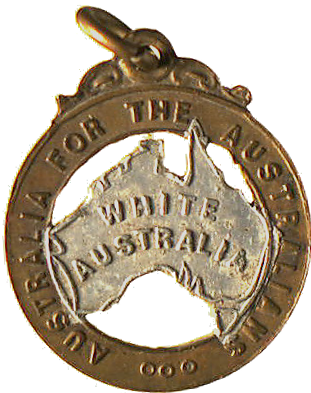
1910-ben, a sárga veszedelem az Australian Natives Association-t arra késztette, hogy megalkossa a „Fehér Ausztrália” kitűzőt, amellyel viselője kifejezhette faji hűségét

A fehér Ausztráliára törekvő korlátozó törvények kizárták a melanézeket a bevándorlásra jogosultak közül

#### A faji egyenlőség vége
Ausztrália szövetségi kormányzata 1901-ben elfogadta a fehér Ausztráliára irányuló politikai irányvonalat. Ekkor fogadták el az 1901-es bevándorlást szabályzó törvényt, amely a gyakorlatban kizárta a bevándorlásból főként az ázsiaiakat, de különösen a kínaiakat és melanézeket. C.E.W. Bean történész szerint Ausztrália bevándorlás korlátozására tett intézkedései „erős törekvések voltak arra, hogy az ország egy magas, nyugati típusú gazdaságot, társadalmat és kultúrát tudjon fenntartani (amely törekvések, ha akkor még talán rejtetten is, az ázsiaiak szigorú kizárását követelték.)” Az Ausztrália hív (Australia Calls) című 1913-ban készült filmben például Ausztrália „mongol” invázióját az egyszerű ausztrál polgárok verik vissza gerilla hadviseléssel és a civilek ellenállásával.
1919-ben az I. világháborút lezáró párizsi békekonferencián Nagy-Britannia és az USA által támogatva, az ausztrál miniszterelnök Billy Hughes szenvedélyesen ellenezte Japán azon ajánlását, amellyel azt szerette volna elérni, hogy a Népszövetség alapító okiratának 21-es cikkelyébe foglaljanak bele egy faji egyenlőségről szóló záradékot.
A békekonferencia elnöke, az amerikai elnök Woodrow Wilson tisztában volt vele, hogy a britek elutasítják a faji egyenlőségről szóló záradék 21-es cikkelybe való emelését, ezért szabotálta de jure annak elfogadását azzal, hogy miután az már egyszer a részt vevő országok többsége által elfogadásra került az ügyről egy ismételt, ezúttal már névtelen szavazást kezdeményezett. A záradék elfogadása ellen Nagy Britannia szólalt fel, őt az USA és ausztrál szövetségi kormányzat támogatta. A konferencián történtek nagyban befolyásolták Japán a nyugati hatalmaktól való együttműködéstől történő elfordulását.

### Franciaország

#### A német császár kulturális befolyása
Az 1890-es évek Franciaországában a sárga veszedelem (péril jaune) az alacsony francia és magas ázsiai születésszámok tükrében került főként említésre. Fellelhető volt az a kulturális félelem is, hogy egy nap az ázsiaiak „elözönlik” Franciaországot. Ez a veszély csak egy módon hárítható el: a francia nők magasabb termékenyégi rátájával. Ily módon Franciaország elég katonával rendelkezne ahhoz, hogy az Ázsiából érkező bevándorlóknak útját állja. A francia sajtó, ebből az alapállásból kiindulva, a japán-orosz háború alatt az Orosz Birodalommal szimpatizált, úgy ábrázolva az országot, mint ami hősiesen védelmezi a fehér fajt a japán sárga veszedelemtől.

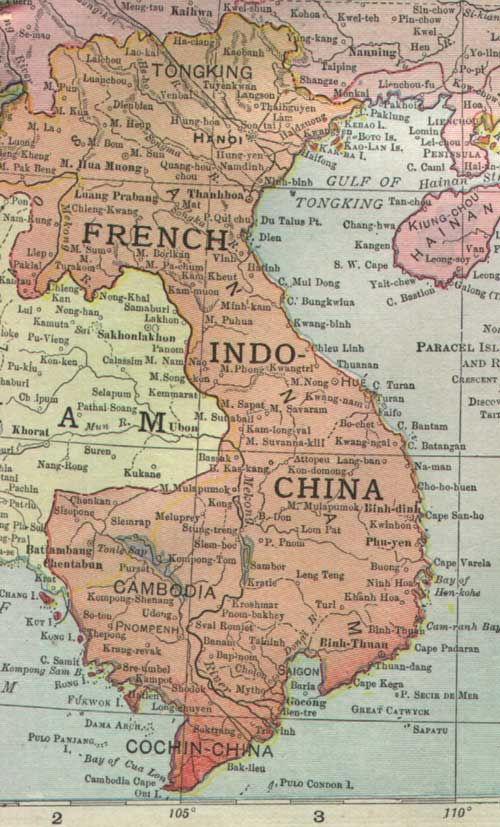
Vietnam Francia-Indokína részeként a Francia Birodalom ázsiai területéhez tartozott (1913)

1904-ben a francia újságíró René Pinon a nyugati civilizációt veszélyeztető kulturális, geopolitikai és egzisztenciális veszélyről számolt be a következőképpen:
A „sárga veszedelem” képe már megjelent az emberek képzeletében, úgy ahogy II. Vilmos császár híres képe (Európa népei, védjétek meg legszentebb tulajdonotokat) ábrázolja azt. A tűzvésszel és mészárlással körülvett japán és kínai hordák elborítják Európát, fővárosaink romjain taposva elpusztítják civilizációnkat, mely vérszegénnyé vált az élvezetek habzsolása és romlottá a szellem hiúsága miatt. Ezért lassan megszületik az a gondolat, mely azt mondja: egyszer az európai népek megszűnnek saját ellenségeiknek és gazdasági versenytársainak lenni, mivel egy megvívandó harc fog előttük állni és egy új veszedelem, a sárga faj felemelkedése. A civilizált világ mindig összezárt egy közös ellenség feltűnésével: Rómának ez a barbárok voltak, a kereszténységnek az iszlám, a holnap világának pedig a sárga ember lehet az. Így hát újra fel fog tűnni ez a jelenség, amely nélkül az emberek nem ismerhetik magukat: az „énnek” csak a „nem-én”, azaz az „ellenség” adhat formát.
A La mission civilisatrice (civilizációs küldetés) keresztény idealizmusának ellenére a kolonizáció 1858-as kezdetétől kezdve Vietnám földjét úgy zsákmányolták ki, mintha annak kimeríthetetlen tartalékai lennének a lakosokat pedig málhásállatnak tekintették. Az első indokínai háború (1946-54) idején a franciák az ország ismételt gyarmat sorba taszítását a fehér nyugat péril jaune-től való védelmével igazolták. A sárga veszedelem ebben az esetben a vietnami kommunisták voltak, akik a kommunista Kína bábjaként egy világuralomra törő kommunista összeesküvés részeseivé váltak. A francia orientalizmus az ázsiai „mást” kevesebbnek tartotta, mint egy embert: ez a fajta dehumanizáció az antikommunizmussal párosulva tette lehetővé a Việt Minh hadifoglyok ellen elkövetett atrocitásokat, a la sale guerre, a nemzetközi kommunizmus ellen vívott piszkos háború alatt. A sárga veszedelem metaforái a francia antikommunista sajtótermékekben a Việt Minh-eket egy megszámlálhatatlanul nagy sárga horda (innombrables masses jaunes) tagjának tartotta, a fanatikus csorda (masses fanatisées) egy ordítozó hullámnak (vagues hurlantes).

#### A jelenkori Franciaország
A bambuszkerítés mögött: a szülőföld politika hatása a Párizsban élő vietnámi közösségre (1991) című könyvében Gisèle Luce Bousquet azt írja, hogy a péril jaune, mely tradicionálisan befolyásolja a franciák ázsiaiakról, de különösen vietnámiakról alkotott képét a jelenkorban is élő kulturális sztereotípia maradt. A francia-vietnamiaiakra így azért tekintenek nehezteléssel, mert akadémiai túlteljesítőnek látják őket, akik elveszik a „bennszülött franciáktól” a munkát.
2015-ben a Fluide Glacial magazin januári számának borítóján egy képregény volt látható. A képregény címe Sárga veszedelem: már túl késő? volt és egy kínaiak által elfoglalt Párizst ábrázolt, ahol agy szomorú francia egy riskát húzott, amelyben egy 19. századi gyarmati tisztnek öltözött kínai ült, egy kifejezetten alulöltözött francia nő társaságában. A lap főszerkesztője, Yan Lindingre a képet úgy magyarázta, hogy az egy szatíra, amely a franciák Kína gazdasági fenyegetése miatt érzett félelmét figurázza ki. Egy főszerkesztői cikkben a kép miatt szót emelő kínaiaknak Lindingre úgy válaszolt: „Épp most kértem a nyomtatását újabb egymilliárd másolatnak a lapból, ezeket charter járaton fogom Kínába küldeni. Így mi kiegyensúlyozzuk a veszteséges kereskedelmi mérlegünk, ti pedig nevettek egy jót”.

### Olaszország
A második olasz-etióp háborúhoz (1934-1936) vezető úton Japán diplomáciai támogatást adott Etiópiának az olasz fasiszták inváziója ellen, amely lépés a katonai támogatását is sugalmazta. Erre válaszul Benito Mussolini egy sárga veszedelemmel fenyegető propagandakampányt rendelt el, amelynek során az olasz sajtó Japánt katonai, kulturális és egzisztenciális fenyegetésként ábrázolta Olaszország, Európa és a világ számára A propaganda szerint az etióp-japán kapcsolat a sárga faj szövetségét jelentette a fekete fajjal, amely arra irányult, hogy az afrikaiakat és ázsiaiakat a fehérek ellen egységbe kovácsolja.
1935-ben Mussolini figyelmeztetett a japán sárga veszedelemre, kitérve annak különösen veszélyes voltára, ha Afrika és Ázsia összefog Európa ellen. Ugyan ezen év nyarán az olasz fasiszta párt (1922-1943) több japánellenes politikai demonstrációt tartott országszerte.
Azonban jobboldali imperialista hatalmakként, pragmatikus okokból a két ország hamarosan egyetértett abban, hogy nem értenek egyet: azért cserébe, hogy Olaszország elismerte Mandzsukót (1932-54) a japánok nem segítették Etiópiát az olasz invázió visszaverésében, amelynek következtében Olaszország felhagyott a japán ellenes propagandakampányával.

### Mexikó
A mexikói forradalom (1910-20) alatt folytatódott az ország kínai közösségeinek rasszista indíttatású támadása, amelynek az oka az volt, hogy a kínaiak nem voltak keresztények, pontosabban római katolikusok, illetve mexikóiak sem, továbbá nem harcoltak a forradalom oldalán General Porfirio Díaz (1876-1911) harminc éve tartó diktatúrája ellen.

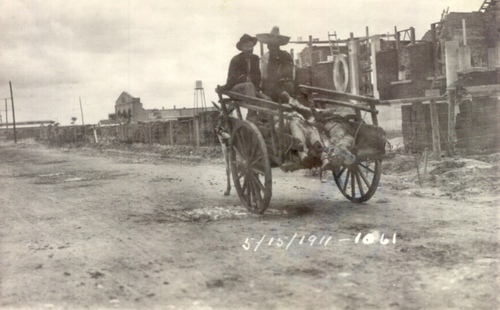
Ázsiai holttesteket szállítanak egy tömegsírba. A forradalmi Mexikóban (1910-1920) a sárga veszedelem ideológiája vezetett a 308 ázsiai halálával járó torreóni mészárláshoz

Kiemelkedik az atrocitások közül az 1911. május 13–15. közt történt torreóni vérengzés, amelynek során Francisco I. Madero katonái 308 ázsiait (303 kínai, 5 japán) gyilkoltak le, mert kulturális fenyegetésnek gondolták őket az élet mexikói módja ellen. A forradalom idején nem ez volt az egyetlen ilyen incidens: 1913-ban, miután a konstitúciós hadsereg elfoglalta Tamasopo városát a katonák és a helyiek kiűzték a városból az ázsiaiakat, a „Chinatown” kirablásával és felgyújtásával.
A forradalom alatt és után a római katolikus előítéletek elősegítették a kínai-mexikóiak faji diszkriminációját és az ellenük elkövetett erőszakot, amelyre általában azzal az indokkal került sor, hogy „ellopják” a helyi mexikóiak munkáját. A kínai ellenes propaganda szerint a kínaiak piszkosak és hajlamosak az erkölcstelenségre (fajkeveredés, szerencsejáték, ópiumszívás) illetve olyan betegségeket terjesztenek, amelyek biológiailag megrontják, és meggyengítik a La Raza-t (a mexikói fajt), támadták őket továbbá a patriarchális mexikói rendszer aláaknázásáért is.
A rasszista nézőpontból szemlélve a kínaiak nem csak a mexikóiak munkáját, hanem a Porfirio Díaz megbuktatásáért harcoló katonák asszonyait is ellopták. . Az 1930-as években a kínai, és a kínai-mexikói lakosság nagyjából 70 százaléka lett kiutasítva az országból különböző bürokratikus programok által, amelyek célja a mexikói lakosság etnikai alapon való megritkítása volt.

### Oszmán Birodalom
1908-ban, az ifjútörökök forradalmát követően az Egység és Haladás Mozgalma ragadta magához a politikai hatalmat. A mozgalom csodálattal adózott a japánoknak, mert úgy sikerült országuk modernizálása, hogy közben megőrizték annak „keleti spirituális esszenciáját”. Nyílt céljuk volt, hogy az Oszmán Birodalmat a „Közel-Kelet Japánjává” tegyék.
A nyugati világ sárga veszedelem gondolata köré szerveződött rasszizmusával szemben az ifjútörökök a Japánnal való szövetségkötést fontolgatták azért, hogy a „Kelet” összes népét egyesítve irtóháborút folytassanak a gyűlölt nyugati nemzetek ellen, amelyek a világot uralták. Az ifjútörökök számára a „sárga” kifejezés a „keleti arany” színt jelentette, amely a kelet veleszületett morális felsőbbrendűségének szimbóluma volt a romlott, anyagias nyugattal szemben.

### Törökország
Az elmúlt években igen erős Kína-ellenes érzések voltak tapasztalhatóak Törökországban, a Kína Szinjiang provinciájában élő, muszlim vallású, türk ujgurokkal való bánásmód kapcsán felmerülő emberi jogi aggályok miatt. Egy kínai ellenes demonstráción Isztambulban megfenyegettek egy Dél-Koreai turistát, még azután is, hogy hangsúlyozta: nem kínai, hanem koreai. Erre válaszul a szélsőjobboldali Nemzeti Mozgalom Pártjának vezetője, Devlet Bahçeli kijelentette, hogy „Mégis hogyan lehet megkülönböztetni egy kínait egy koreaitól? Mindkettőnek vágott szeme van.”

### Dél-Afrika
1904 és 1910 között Nagy-Britannia munkáspárti kormányzata nagyjából 63 ezer kínai munkás bevándorlását engedélyezte Dél-Afrikába, hogy a Witwatersrand-medence aranybányáiban dolgozzanak. 1910 után legtöbbjüket visszatelepítették Kínába, Dél-Afrika fehér társadalma ugyanis ellenezte a „színesbőrűeket”.

A szerződéses kínai munkások nagy számban Dél-Afrikába való bevándorlása, hogy az aranybányákba dolgozzanak, alacsonyabb bérekért, mint a helyi fehérek hozzájárult a pénzügyekben konzervatív unionista kormányzat (1895-1905) leváltásához a választásokon. 1904 március 26-án nagyjából 80 ezer ember demonstrált a londoni Hyde Parkban a kínai munkások Transvaal régióban történő kizsákmányolására felhívandó a figyelmet. Ezt követően a Szakszervezeti Kongresszus parlamenti bizottsága egy határozatot adott ki:
"Ez a találkozó, amelyen London polgárainak összes osztálya megjelent, együttérzően felszólal a kormány azon rendelkezése ellen, mely lehetővé teszi, hogy Dél-Afrikába szerződéses kínai munkásokat szállítsanak, rabszolgasághoz hasonló feltételekkel. Felszólítjuk a kormányt, hogy védje meg új kolóniáját a kapitalisták kapzsiságától és a Brit Birodalmat az elfajulástól."
A dél-afrikai és kínai bányászok közt fennálló feszültségek ellenére az unionista kormányzatnak az angol-búr háborút követően sikerült helyreállítania az ország gazdaságát az által, hogy a Witwatersrand-medencében található bányákat a világ legtermékenyebbikeivé tette.

### Új-Zéland
A 19. század végén és a 20. század elején a sárga veszedelem gondolata szignifikáns része volt az Új-Zéland populista miniszterelnöke, Richard Seddon által népszerűsített politikának. Seddon a kínaiakat majmokhoz hasonlította. 1879-ben, első politikai beszédében kijelentette, hogy Új-Zéland nem szeretné, hogy partjait „özönvízként mossák el az ázsiai tatárok. Előbb szólnék fehér emberekhez, mit ezekhez a kínaiakhoz. Nem tudsz velük beszélni, nem tudsz nekik érvelni. Egy dolog jön csak ki a szájukon, mégpedig az, hogy ’nem értem’.”
1905-ben Wellington városában a fehér felsőbbrendűségben hívő fanatikus, Lionel Terry meggyilkolt egy idős kínait, Joe Kum Yungot, hogy ezzel tiltakozzon az ázsiaiak Új-Zélandra történő bevándorlása ellen. Törvényeket is hoztak a kínaiak bevándorlásának korlátozására, például egy pénzben fizetendő fejadót, amelyet először 1881-ben vetettek ki, majd mértékét 1937-ben csökkentették, miután Japán elfoglalta Kínát. 1944-ben az adót eltörölték és az új-zélandi kormány formálisan is bocsánatot kért a sziget kínai lakosságától.

## Külső linkek
- A Statement on Yellow
- From Yellow Peril to Yellow Fever The Representation of Asians from Anna May Wong to Lucy Liu by Krystle Doromal
- Yellowface! Racist Anti-Asian Stereotypes
- "Introduction," Gerald Horne, Race War! White Supremacy and the Japanese Attack on the British Empire (New York; London: New York University Press, 2003).
- Yellow Promise/Yellow Peril: Foreign Postcards of the Russo-Japanese War by John W. Dower
- "The Unparalleled Invasion" by Jack London, climaxing in the total genocide of the Chinese.
- The Yellow Peril as a TV Trope
- A Footnote on the Yellow Peril by Mark Schreiber
- Yellow Peril, Collection of British Novels 1895–1913 in Chinese.
- Old Yellow Peril Propaganda
- Unsettling echoes of yesterday, when the yellow peril hysteria began by Lynden Barber
- The Yellow Peril and the American Dream by Catherine Chung
- The Yellow Peril by John W. Dower
- French comic's 'Yellow Peril' cover upsets Chinese paper
- "'The Awakening of China': Western Concepts of China in the Early 20th Century" by Edwin Poon
- Is the Yellow Peril Dead? by Ellen Wu
- The Malleable Yet Undying Nature of the Yellow Peril Archiválva 2015. január 2-i dátummal a Wayback Machine-ben by Tim Yang
- The Yellow Peril: Chinese-Americans in American Fiction 1850–1940 by William F. Wu

## Fordítás
Ez a szócikk részben vagy egészben  a   Yellow Peril című angol Wikipédia-szócikk ezen változatának fordításán alapul.  Az eredeti cikk szerkesztőit annak laptörténete sorolja fel. Ez a jelzés csupán a megfogalmazás eredetét és a szerzői jogokat jelzi, nem szolgál a cikkben szereplő információk forrásmegjelöléseként.